# 哈兰 (土耳其)
哈兰（土耳其語：Harran），也作赫伦，旧称卡雷（Carrhae），是土耳其东南部的一座古城，位于尚勒乌尔法省首府尚勒乌尔法东南38公里，今為阿拉伯人小村，在幼發拉底河上游的支流拜利赫河的東岸，距交匯之河口約10公里，水陸路均甚便利。哈兰在历史上曾经是一个重要的经济、文化和宗教中心。

## 历史

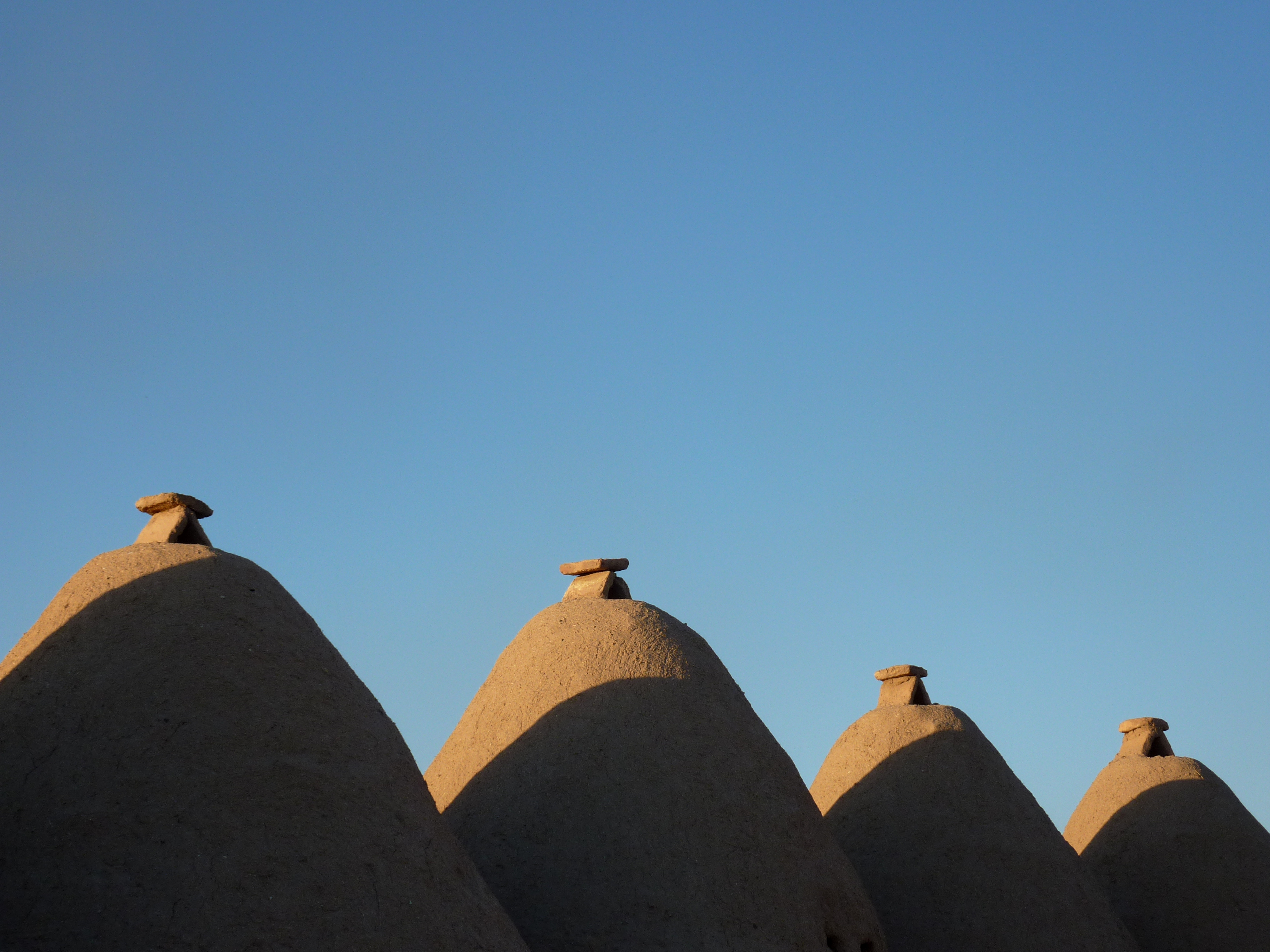
哈兰的蜂窝屋

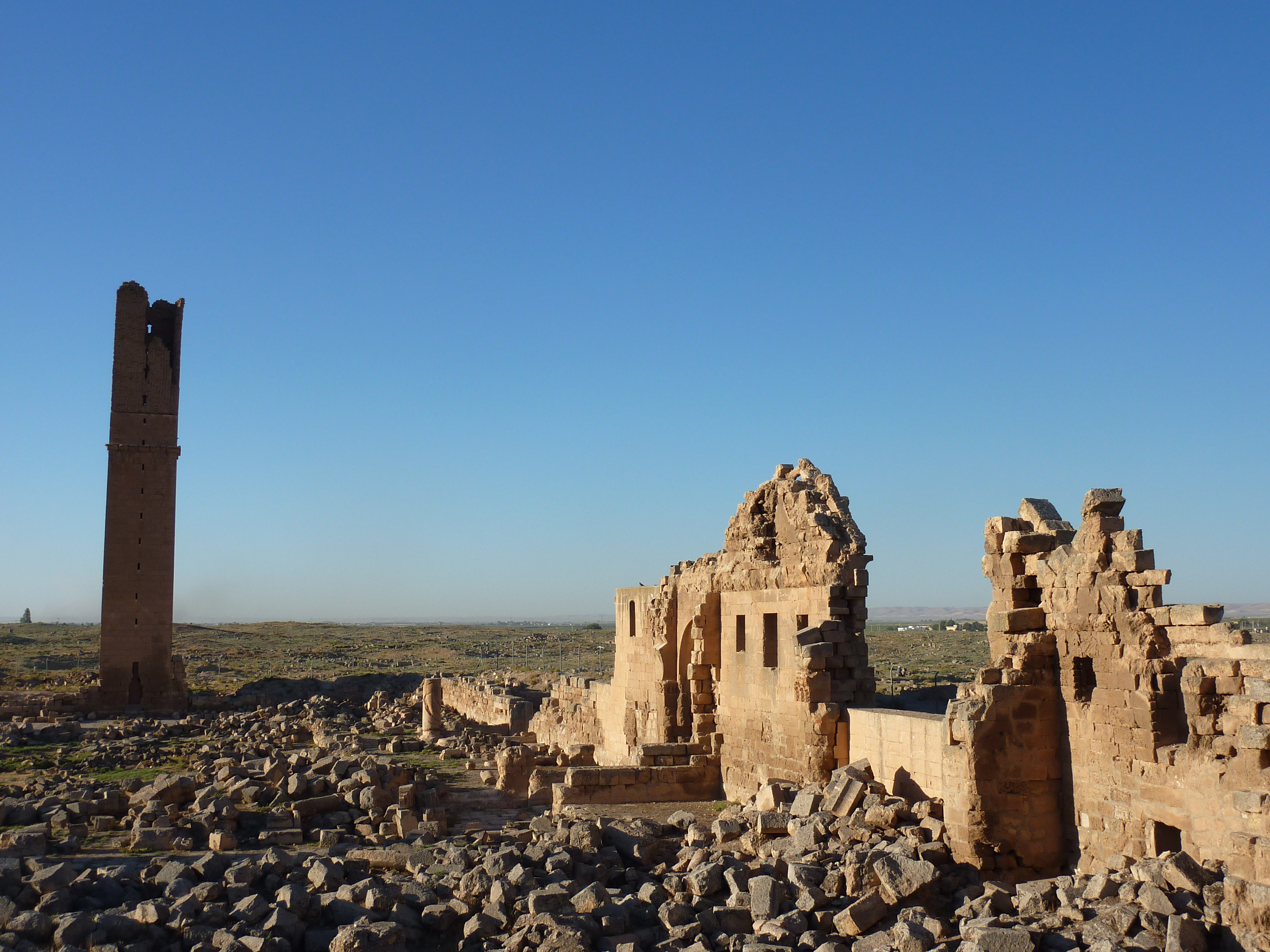
哈兰一处大学遗迹，这是城市中一处主要的阿尤布式建筑，以古典复兴主义风格建成

哈兰最早的记录来自于埃勃拉文书。 从这些文书中知道，哈兰一位早期的统治者娶了一位埃勃拉的公主祖加卢姆，之后她成为了哈兰女王，她的名字多次出现在文本中。 照此推测，哈兰地区在之后的一段时间内仍是埃勃拉王国的一部分。
哈蘭是一座公元前2250年的古城，也曾是亞述帝國哈蘭省之首府，自遠古以來就是連接大馬色（今敘利亞首都大馬士革）和尼尼微（遺址在今伊拉克北部尼尼微省首府摩苏尔附近）、米所波大米（即美索不達米亞，今兩河流域）的交通要道，而且迄至前11世紀為止，都是拜月神欣（Sin）的中心，經發掘得證明，它一直都有人居住，在公元前763及前610年時曾兩度被毀。
根据来自幼发拉底河中部城市马里一些皇家信件中，可以确认拜利赫河附近的地区在公元前19世纪仍被占领着。当时，有一支半游牧部落联盟在哈兰地区附近很活跃。